# Roger D. Kornberg
Roger David Kornberg, född 24 april 1947 i Saint Louis, Missouri, är en amerikansk biokemist och professor i strukturell biologi vid Stanford University. Kornberg mottog Nobelpriset i kemi 2006. 
Hans far, Arthur Kornberg, som också var professor vid Stanford, mottog Nobelpriset i fysiologi eller medicin 1959.
Kornberg doktorerade 1972 i kemisk fysik vid Stanford med avhandlingen The Diffusion of Phospholipids in Membranes, och verkade därefter som postdoktor vid Laboratory of Molecular Biology i Cambridge, Storbritannien, innan han 1978 utsågs till professor i strukturbiologi vid Stanford University School of Medicine. 
Kornberg fick nobelpriset för sina kartläggning av de molekylära detaljerna i hur transkriptionen av den genetiska informationen i DNA går till, och överförs till RNA i de eukaryota cellernas kärnor.

## Utmärkelser
- 1981: Eli Lilly Award i biokemi
- 2003: Utsågs till hedersdoktor av medicinska fakulteten vid Umeå universitet[1]

- 2009: Utsågs till utländsk ledamot i Royal Society[2]